# NGC 1870
NGC 1870 је расејано звездано јато у сазвежђу Златна риба које се налази на NGC листи објеката дубоког неба.
Деклинација објекта је - 69° 7' 1" а ректасцензија 5h 13m 10,0s. Привидна величина (магнитуда) објекта NGC 1870 износи 11,3. NGC 1870 је још познат и под ознакама ESO 56-SC81.